# Freycinetia rigidifolia
Freycinetia rigidifolia är en enhjärtbladig växtart som beskrevs av William Botting Hemsley. Freycinetia rigidifolia ingår i släktet Freycinetia och familjen Pandanaceae. Inga underarter finns listade.